# Xã Butterfield, Quận Watonwan, Minnesota
Xã Butterfield (tiếng Anh: Butterfield Township) là một xã thuộc quận Watonwan, tiểu bang Minnesota, Hoa Kỳ. Năm 2010, dân số của xã này là 213 người.